# الرعي البدوي

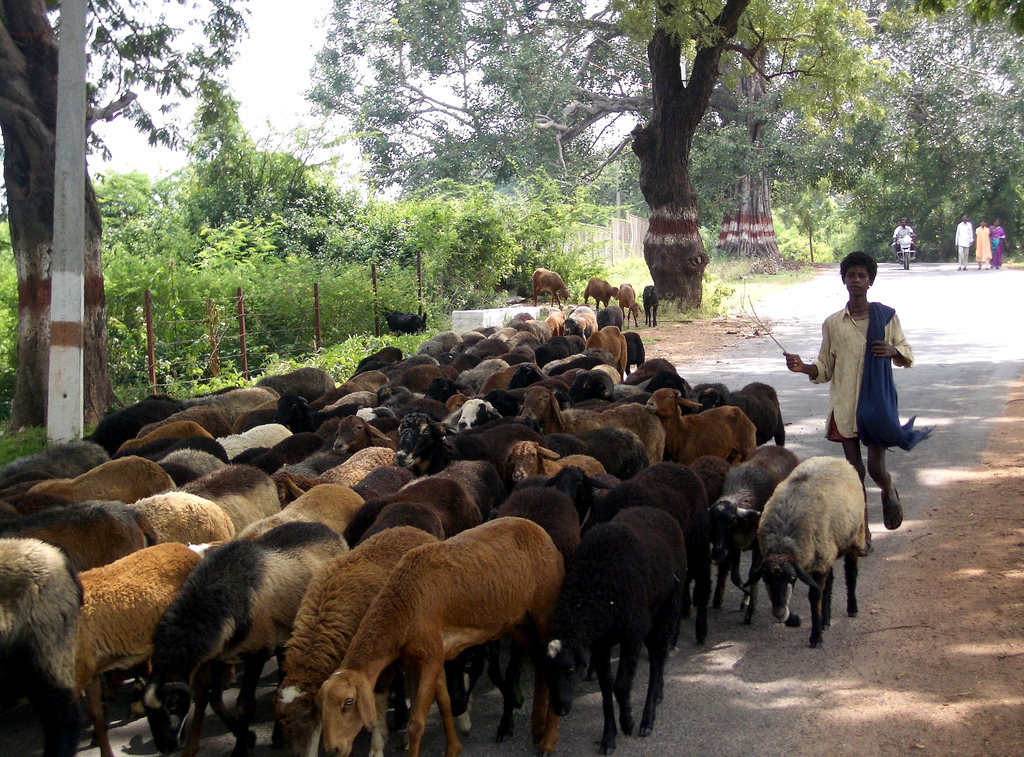
الرعي البدوي

يعد الرعي البدائي المتنقل (البدوي) أحد أنواع رعي الماشية للبحث عن المروج والمراعي الخضرة. إذ أن البدوية تعني التنقل بنمط غير منتظم،
بعكس الانتجاع ذو المراعي الموسمية الثابتة. وغالبا مايكون هنالك لبس ببين قصد البدوية في التنقل أو في الحالة التاريخية القديمة للبشر. إلا أن
المتعارف عليه هو الترحال بصورة غير منتظمة.

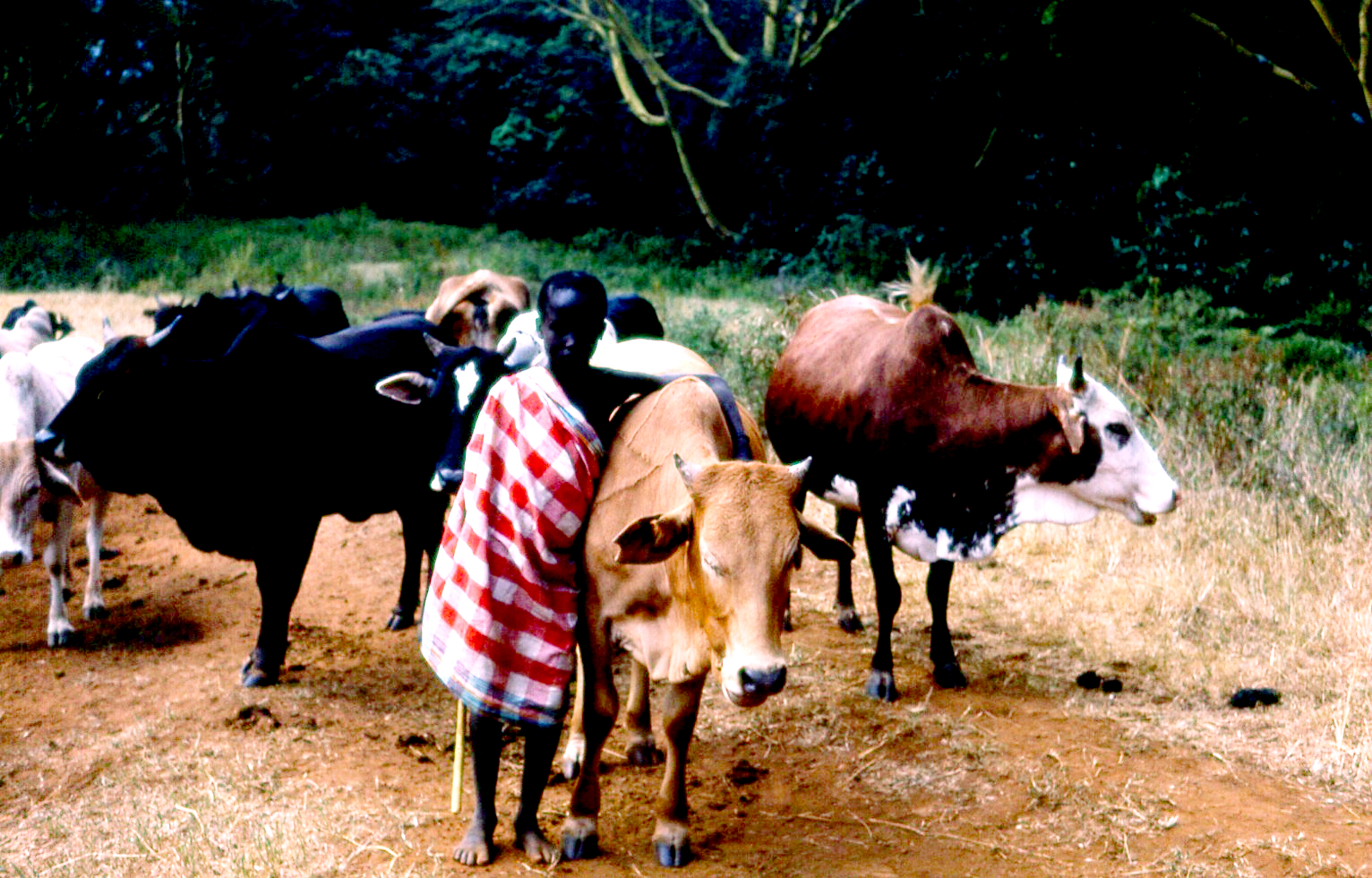
Young Maasai herder Kenya, 1979

و من الأمثلة على تلك المواشي: البقر، الثيران، الأغنام، الماعز، الرنة، الخيول، الحمير، الجمال أو مزيج من الأنواع.
وعادة ما يمارس الرعي البدوي في المناطق الفقيرة زراعيا أو في المناطق النامية. كأراضي السهوب في شمال المنطقة الزراعية في أوراسيا-
على وجه الخصوص-.
حيث يوجد معظم الرعاة الرحالة في آسيا الوسطى ومنطقة الساحل في غرب أفريقيا إلا أنه يقدر عددهم عالميا بحوالي 30-40 مليون.كما و
تؤدي زيادة أعداد المخزونات إلى الرعي الجائر للمنطقة والتصحر إذا لم يسمح للأراضي استعادة المخزونات بين رعي وأخر.
حيث أدى ارتفاع تسييج وإغلاق الأراضي للحد من الأراضي المتاحة للمارسة الرعي.
وهناك شكوك موضوعية حول اختلاف اسباب تدهورالمراعي. والتي قد تشتمل على كلا من: الرعي الجائر والتعدين والاستصلاح الزراعي
والآفات والقوارض وخصائص التربة والنشاط التكتوني وتغير المناخ. إذ أن الرعي الجائر والإفراط في التخزين يغلبان انتشارا على تغير
المناخ، والتعدين، والاستصلاح الزراعي. وهنالك شكوك أيضا بشأن التأثير على المدى البعيد للسلوك البشري على المراعي بالمقارنة مع
العوامل غير الحيوية.
كان الرعي البدائي نتيجة لثورة العصر الحجري الحديث. فقد بدأ البشر تدجين الحيوانات والنباتات للأغذية وبدأوا بتشكيل المدن خلال الثورة.
وكانت البدائية عموما موجودة في تكافل مع هذه الثقافات المستقرة التي تتاجر بالمنتجات الحيوانية (اللحوم والجلود والصوف والجبن والمنتجات
الحيوانية الأخرى) للأصناف المصنعة التي لم ينتجها الرعاة الرحُل.لذا اقترح هنري فليش مبدئيا أن صناعة الرعي الحجري الحديث في لبنان
قد تعود إلى العصر الحجري القديم، والتي قد تعد واحدة من أوائل الثقافات التي أستخدمها الرعاة الرحُل في وادي البقاع. ويشير أندرو شيرات
إلى أن "السكان يستخدمون الماشية للحرث في بداية الزراعة. كما وأكتشفت أساليب أخرى إثر تكيف المزارعيين مع الظروف الجديدة-خاصة
في المنطقة شبه القاحلة-"
وقد ـاكد في الماضي أن الرعاة الرحل لم يتركوا وجودا أثري وهذا ما يصنف اليوم تحديا، والذي لم يكن تحديا للعديد من البدو الأوراسيين
القدماء الذين تركوا مواقع دفن كورغان غنية. حيث تحدد المراعي البدوية على أساس موقعها خارج منطقة الزراعة، وغياب الحبوب أو معدات
تجهيز الحبوب، والعمارة المحدودة والمميزة، وكثرة عظام الأغنام والماعز، والقياس الإثنوغرافي للحديثين من الرعاة الرحل. فقد اقترح
جوريس زهرينز أن البدوية الرعوية بدأت كأسلوب حياة ثقافي في أعقاب الأزمة المناخية في عام 6200 قبل الميلاد عندما صنع فخار هاريفيان
لجامعي الصيد في سيناء والتي تنصهر قبل فخار العصر الحديث للمزارعين لإنتاج المونهاتا، إبتدا من الترحال ونمط الحياة القائم على تدجين
الحيوانات، إلى تطوراليرموكى وانتهاء بمجمع عربي رعوي للرحالة ونشر لغات بروتو-سامية
حيث تستقر المجموعات البدوية التقليدية-غالبا- لارتحال الموسمي للماشية بحثا عن الكلأ.
و في ما يلي أمثلة على دورة الرحَال الطبيعية في نصف الكرة الشمالي:
الربيع (أوائل أبريل إلى نهاية يونيو) – الترحال
الصيف (نهاية يونيو إلى أواخر سبتمبر) – أعالي الهضاب
الخريف (منتصف سبتمبر إلى نهاية نوفمبر) – الترحال
الشتاء (من ديسمبر إلى نهاية مارس) - السهول الصحراوية.
إذ تقدر مسافة تحركاتهم بحوالي 180 إلى 200 كم. وتنشأ المخيمات في نفس المكان كل عام؛ وغالبا ما يتم بناء ملاجئ شبه دائمة في مكان واحد على الأقل على طريق الهجرة هذه
أما في المناطق الفرعية مثل تشاد، فإن دورة الترحال كالتالي:
حيث تعيش المجموعات في قرية مخصصة لإقامة مريحة في موسم الأمطار. وغالبا ما تكون القرى أسسها ثابتة مثل الطين. ويبقى كبار السن-
الرجال والنساء- في هذه القرية عند تنقل الآخرون في موسم الجفاف.
ينقل الناس قطعانهم إلى القرى الجنوبية ذات الطابع المؤقت في موسم الجفاف، ثم ينتقلون للإقامة في المخيمات الداخلية
و تسمى القرى المتينة في تشاد هيل، بينما تسمى القرى الأقل متانه دانخوت والخيام الفيريك.

## حساب ديفيد كريستيان
أدلى المؤرخ ديفيد كريستيان بهذه الملاحظات أن المزارع يعيش من النباتات المستأنسة ويعيش الرعاة من الحيوانات المستأنسة. ولما كانت
الحيوانات أعلى في السلسلة الغذائية حيث يدعم الرعي فئة أقل مما تدعمة الزراعة، ولكن تبقى الغالبية له نظرا لتأثر الزراعة من قلة الأمطار.
كما أن الرعوية الكاملة تحتاج إلى ثورة المنتجات الثانوية عندما أستخدم الصوف والحليب وركوب الخيل والجر وكذلك اللحوم من الحيوانات.
أما الرعي فيحتاج ترحالا لقلته. فتهاجر بعض الشعوب بينما يعيش آخرون في مخيمات شتوية محمية ويقودون قطعانهم إلى السهوب في
الصيف.اما البعض من رحالة البدو فيسافرون لمسافات طويلة-عادة ما يكونون شمالا في الصيف والجنوب في فصل الشتا- بالقرب من الجبال،
أما القطعان القريبة من الجبال، يكون صعودها في فصل الصيف، ونزولها في فصل الشتاء (الارتحال الموسمي للماشية بحثا عن الكلأ).
أما عن المسيحية المتميزة «أوراسيا الداخلية» والتي كانت رعوية مع قلة من الصيادين في أقصى الشمال من «أوراسيا الخارجية» – فهلال
الحضارات الزراعية من أوروبا امتدادا إلى الهند ثم الصين، وأستناد الحضارة العالية إلى الزراعة إذ تعتمد ارتفاع المدنية بدعم الفلاحين ودفع
ضرائب من الملوك الأرستقراطيين والمدن ومحو الأمية والعلماء.حيث تعتبر المجتمعات الرعوية أقل تطورا وأكثر مساواة، وغالبا ما تسيطر
قبيلة واحدة على جيرانها ولكن عادة ماتنهار هذه «الإمبراطوريات» بعد مايقارب مائة سنة. يعد رعي الماشية من السهوب الأوراسية في وسط
أوراسيا الرعوية والتي تمتد جنوبا إلى إيران وتحيط المدن واحة الزراعية. فعندما تذهب المجتمعات الرعوية والزراعية إلى الحرب، فإن
الحركة المنقولة عن طريق الخيل تقابل أعدادا أكبر. وعادة ما تفشل محاولات الحضارات الزراعية لغزو السهوب حتى في القرون القلية
الماضية.
وكثيرا ما يداهموا الرعاة أوجمع محاصيل جيرانهم في أحيان أخرى-خاصة في شمال الصين وإيران- فيغلبون المجتمعات الزراعية أحيانا، ولكن
عادة ماتكون هذة السلالات قصيرة الأجل وتنتشر عندما يتحضر البدو ويفقدون عادتهم الحربية.

## الرعي البدوي على مر التاريخ

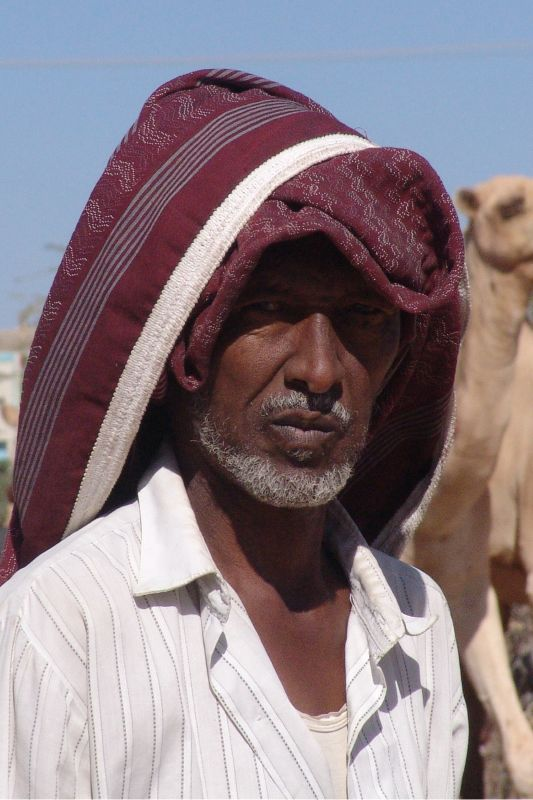
Hargeisa camel trader

كان الرعي البدوي منتشرًا تاريخيا في جميع المناطق الأقل خصوبة في الأرضـ، وكذلك في المناطق التي تقل فيها هطول الأمطار مثل شبه
الجزيرة العربية التي يسكنها البدو، وكذلك شمال شرق أفريقيا التي يقطنها الصوماليون (حيث الرعي البدائي والغنم والماعز البدوي شائع بشكل
خاص). ويشيع أيضا انتقال الرجل البدوي في المناطق ذات المناخ القاسي، مثل أوروبا الشمالية وروسيا التي يقطنها السكان الساميون
الأصليون، وأفراد نينيتس، وشوكشيس. هناك ما يقدر ب 30-40 مليون من البدو في العالم. ويشكل الرعاة والرعاة شبه البدو أقلية كبيرة في
بلدان مثل المملكة العربية السعودية (ربما أقل من 3٪) وإيران (4٪) وأفغانستان (10٪ على الأكثر). وهم يشكلون أقل من 2٪ من السكان في
بلدان شمال أفريقيا باستثناء ليبيا وموريتانيا.
كانت السهوب الأوراسية مأهولة بالسكان منذ بدايات عصور ما قبل التاريخ، مع سلسلة من الشعوب معروفة بالأسماء التي أعطيت لهم من قبل
المجتمعات المحو الأمية المحيطة، بما في ذلك السكيثيين وساكا ويويزي.
المغول في ما يعرف الآن بمنغوليا وروسيا والصين، والتتار أو الشعب التركي في أوروبا الشرقية وآسيا الوسطى كانوا من البدو الرحل الذين
يمارسون الترحال على السهوب الآسيوية القاسية. بعض بقايا هؤلاء السكان لا زالوا رُحَّلًا حتى يومنا هذا. وفي منغوليا، ما يقارب 40٪ من
السكان يعيشون نمط الحياة البدوي التقليدي.  وفي الصين، يقدر أن ما يزيد قليلا عن خمسة ملايين من الرعاة ينتشرون في المقاطعات الرعوية،
وأكثر من 11 مليونا في المقاطعات شبه الرعوية. وبذلك يصل مجموع عدد الرعاة الرحل إلى أكثر من 16 مليون نسمة يعيشون بشكل عام في
المجتمعات النائية والمتناثرة والمفتقدة للموارد.
يعيش الناس على ارتفاع يقدر ب2000 في أواسط التلال وقمة همالايا في النيبال ويمتهنون (حطي فاصلة بينهم) الرعي البدوي المتنقل
والأنتجاع وذلك نظرا لقلة انتاجية الزراعة المستقرة بسبب شدة المنحدرات، وانخفاض درجة الحرارة، ومصادر الري المحدودة، كما وقد تقصر
الفترة بين كلا من المراعي الصيفية والشتوية، فعلى سبيل المثال يقع وادٍ بخارى على ارتفاع حوالي 800 متر ومسافة أقل من 20 كم عن
مراعي جبال الألب أسفل أنابورنا في الهيمالايا حيث تقدر المسافات بين المرعى والأخر ب100 كم أو أكثر. ففي منطقة رابتي على بعد 100 كم
غرب بخارى نقل الخام ماغار قطعانهم إلى المراعي الشتوية في شمال الهند أما المراعي الصيفية فنقلها إلى المنحدرات الجنوبية من داولاجيري
هيمالايا وفي غربى نيبال. كما ونقل التبتيون العرقيون -من يقطنون في دولبو والوديان الأخرى شمال جبال هيمالايا العالية-قطعانهم شمالا في
الشتاء إلى سهول حوض براهمابوترا الأعلى في التبت. حتى حضرت الصين تلك الأنشطة بعد توليها التبت في فترة مابين1950 إلى 1951.
يمارس شعب سامي البدوي، وهو شعب أصلي من شمال فنلندا والسويد والنرويج وشبه جزيرة كولا في روسيا، شكلا من أشكال الترحال، وفي
القرن الرابع عشر، عندما كان عدد سكان الرنة منخفضا بما فيه الكفاية حيث لم يتمكن شعب سامي من البقاء على الصيد وحده، فأصبح بعض
الرعاة في مناطق الرنةـ، ولكل عائلة أراضيها التقليدية التي اقتطعتها، حيث لم يبق هناك الآن سوى جزء صغير من شعب السامي يماسون مهنة
الرعي خلال هذا القرن وعلى مدى القرن الماضي.إذ تعتبر ميزتهم التي لا يجهلون أبعادها فمثلهم كمثل في أي رقعة أخرى في أوروبا يعلمون
بأن الانتجاع سبيبل هلاك.
إذ كانت جماعة الماستا من مالكين الأغنام –نبلاء اسبانيا وشيوخ الدين- التي كان لها دور اقتصادي وسياسي هام في قشتالة القرون الوسطى.
دورا هاما في الحفاظ على حقوق الطرق من قطاع السبيل من خلال كانداس، فقد إعتدا ميستا على الفلاحين البسطاء .ومن جهة أخرى يشمل
الرعاة الرحل في تشاد كلا من الزغاوة، وكريدا، وميمي.كما ويمارس البدو الرعي في البعد الشمالي من قارة افريقيا في كلا من مصر وغرب
ليبيا.
الرعي عبر الحدود
وفي بعض الأحيان ينقل الرعاة الرحل قطعانهم عبر الحدود الدولية بحثا عن أراضي رعي جديدة أو للتجارة، ويمكن أن يؤدي هذا النشاط عبر
الحدود أحيانا إلى توترات مع الحكومات الوطنية لأن هذا النشاط غالبا ما يكون غير رسمي ويتجاوز سيطرتها وتنظيمها، ففي شرق أفريقيا، على
سبيل المثال، فإن أكثر من 95 في المائة من التجارة عبر الحدود تتم عبر قنوات غير رسمية وتجارة غير رسمية للماشية الحية، والجمال،
والأغنام، والماعزمن إثيوبيا وتباع إلى الصومال وكينيا، وتوّلد جيبوتي قيمة إجمالية تقدر بين 250 مليون و 300 مليون دولار سنويا (100 مرة
أكثر من الرقم الرسمي)، وتساعد هذه التجارة على خفض أسعار الأغذية، وزيادة الأمن الغذائي، وتخفيف التوترات الحدودية، وتعزيز التكامل
الإقليمي، ومع ذلك، هناك أيضا مخاطر لأن الطبيعة غير المنظمة وغير الموثقة لهذه التجارة تنطوي على مخاطر، مثل السماح للمرض
بالانتشار بسهولة أكبر عبر الحدود الوطنية، وعلاوة على ذلك، فإن الحكومات غير سعيدة بسبب فقدانها الإيرادات الضريبية وعائدات النقد
الأجنبي التي تتسبب بها تلك التجارة غير الرسمية.
وهناك مبادرات تسعى إلى تعزيز التجارة عبر الحدود وتوثيقها أيضا، من أجل تحفيز النمو الإقليمي والأمن الغذائي، والسماح أيضًا بالتلقيح
الفعال للماشية، وتشمل المبادرات تعزيز القدرة على الصمود الإقليمي ضد الجفاف، وسبل العيش.